# Peyman Soltani
Peyman Soltani (en persa: پیمان سلطانی‎, Peymân Soltâni; Tabriz, 17 de enero de 1971) es un compositor, director de orquesta, instrumentista y crítico iraní. Actualmente vive en Teherán.

## Biografía
En 1977 Soltani comenzó a aprender música y pintura en talleres en la TV y Radio nacional de Irán y en las clases gratuitas ofrecidas por el Ministerio de la Cultura y las Artes. En 1979 empezó a cursar la educación primaria en la Escuela Aryamehr en la ciudad de Kerman. A los 16 años se mudó a Teherán para estudiar diseño gráfico. Después se trasladó a Armenia para continuar sus estudios de posgrado pero en composición musical. Comenzó a tocar instrumentos musicales de manera autodidacta, luego continuó tocando bajo la supervisión de algunos maestros iraníes famosos como Emmanuel Melik Aslānian, Farāmarz Pāyvar, Mohammad Taghi Massoudieh y Farhad Fakhreddini, así como algunos profesores europeos y armenios como Thomas Christian David y Yuri Davytyān. En lo que a filosofía y estética se refiere, ha contado con el apoyo de Reza Baraheni y  Manuchehr Badiei.
Desde su juventud ha enseñado interpretación musical, conceptos básicos de composición, forma y análisis, y comprensión de la música del siglo XX y de las naciones. También ha sido director de arte de varias publicaciones como Vistar, Agra, Sorna, Daricheh y Jamedaran; editor musical de las secciones de música y poesía en algunas publicaciones periódicas como Baya, Ghal o maghal; y desde 1994, editor en jefe de la revista musical Changi y de la revista musical Sorna.
A principios de los noventa organizó dos conjuntos musicales: Shabānroud, con sus alumnos, y Shenidastān, con jóvenes instrumentistas. También estableció la Sociedad de Música Aghaz en 1995. Desde 1989 ha realizado numerosos conciertos solo o con varios ensambles. Soltani se convirtió en gerente de la primera Audio Music House de Irán en 1998. Debido a algunos cambios en la gestión del municipio, se cerró definitivamente después de un año y medio. Fundó también el museo de Avaha & Navaha en Shiraz en 2004 y fue su director durante tres años. Actualmente es el director de la  Orquesta Melal, en Irán; director musical del ICOM en Irán; a cargo del Departamento Internacional del Museo de la Música de Irán; y también director del Museo de la Música en Línea y de los sitios web de Mujeres de la Música.
En sus anteriores escritos filosóficos y críticos, Peyman Soltani era seguidor de la filosofía analítica. En el ámbito musical, al comienzo de sus obras musicales, fue seguidor de compositores (modernistas y posmodernistas) asociados a la escuela de Darmstadt. Aun así, recientemente ha estado buscando una identidad en sus obras. Sus otras actividades incluyen la publicación de poesía, crítica y diseño gráfico.

## Obras
- Iraneh Khānom
- Khayyāmi Digar
- Arash Kamāngir
- Azādi (Freedom)
- Raghse Sharghi (Eastern Dance)
- Zanāneye Pārsi
- Yādegāre Leyli
- Doore sharghi
- Bakhtiāri Rhapsody
- Nesyān (Amnesia)
- Golkoo
- Khosravāni